# Río San Juan (afluente del Guadajoz)
El río San Juan, también llamado río Guadalcotán, es un río del sur de España perteneciente a la cuenca hidrográfica del Guadalquivir que transcurre por las provincias de Jaén y Córdoba. 

## Curso
Nace en el término municipal de Castillo de Locubín, en la Sierra Sur de Jaén, aunque su nacimiento no está muy claro, parece que nace en los Montes Gracia y Cerro Marroquí, cerca de Valdepeñas de Jaén. Entra en el término de Alcaudete por la zona de Alcalá la Real y forma límite con Priego de Córdoba hasta cerca del puente Baena, donde se le une el río Salado de Priego.
A partir de la desembocadura del Salado de Priego se le da el nombre de río Guadajoz. Al igual que el vecino río Víboras, este sufre el estiaje, pero con menor intensidad que el anterior, ya que no llega a secarse. Su longitud hasta el puente Baena es de 36,6 km.
Tiene como afluente al río Almedinilla.